# 金峰站
金峰站为广州地铁6号线的一个车站，位于中国广东省廣州市黃埔區開創大道科翔路口与香山路口之间的地底。2016年12月28日随六号线二期开通而啟用。

## 车站結構

### 車站樓層
本站共有兩層。地面為開創大道、萬科城、保利林語山莊等住宅小區。地下一層為站廳，設有售票機、客務中心和商店，地下二層為6號線月台。
| 地下一层 | 站廳               | 售票機、客服中心、警务室、母婴室、安检设施 |  |  |
| 地下二层 | 2 站台             | █6号线 潯峰崗方向（下站：黄陂）            |  |  |
|          | 岛式站台（卫生间） |                                            |  |  |
|          | 1 站台             | █6号线 香雪方向（下站：暹岗）              |  |  |

### 站厅

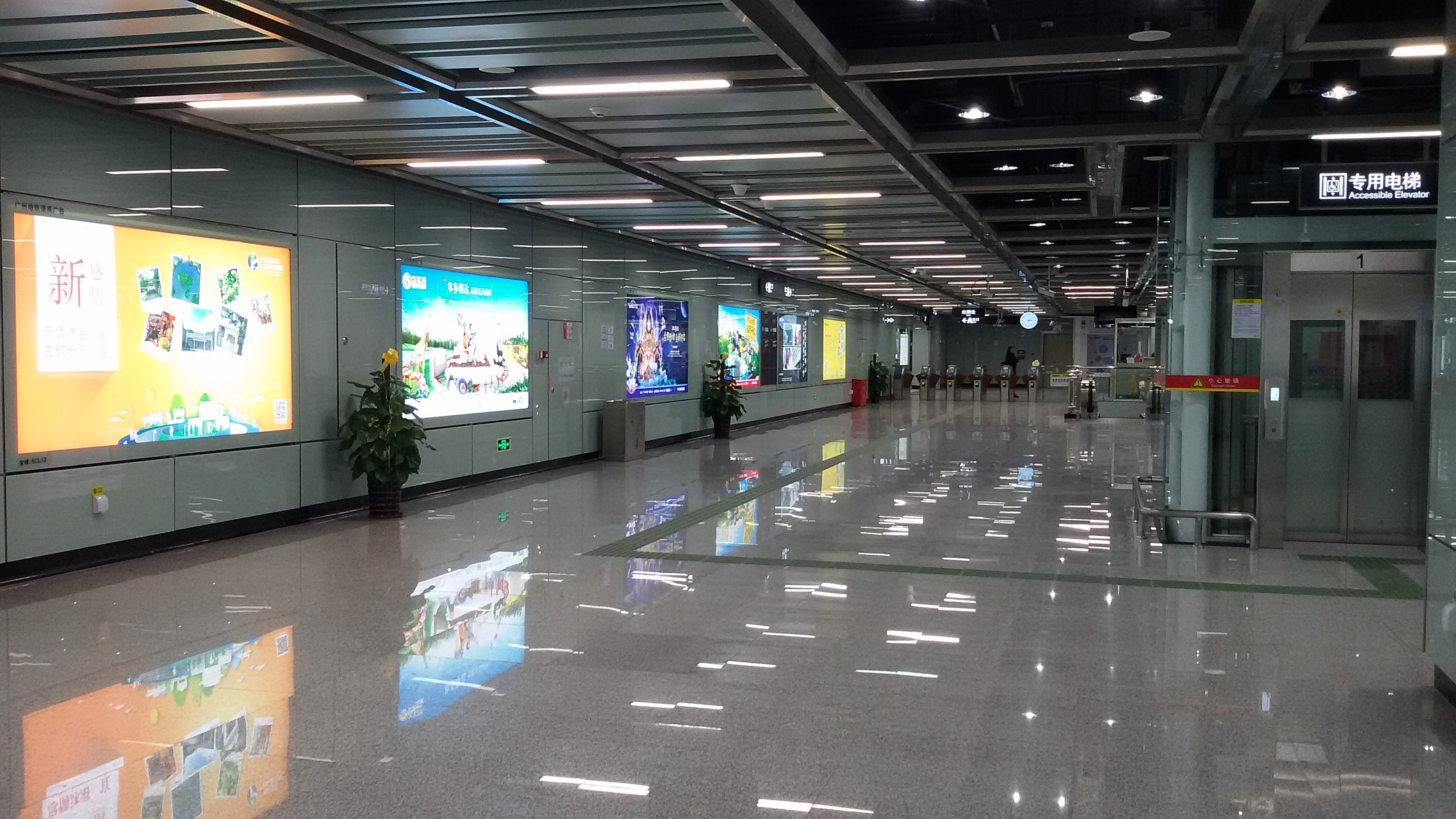
站厅

金峰站站厅設有售票機、自动售卡/充值机、客務中心和自动照相机、自动贩卖机等设施。本站的母婴室设于站厅非付费区近D出入口旁。
为方便行人进出，站厅西侧被划分为收费区，收费区内设有三台扶手电梯、两组楼梯和一台专用电梯供乘客来往于站厅及月台层。

### 月台
本站設有一個島式月台，位於開創大道的地底。
另外，本站的卫生间设于月台处往浔峰岗方向的一端。

1号月台全景图

### 出入口
金峰站现时共设有4个出入口。
本站開通初期是6号线二期開通時少數沒有设置连接地面的升降机车站之一，直至2018年2月10日D出入口啟用後才增設升降機。
|                                           |                                                       |      |          |                                                              |
| 編號                                      | 设施                                                  | 照片 | 出口指示 | 建議前往的目的地                                             |
| A                                         | 盲道标志 · 扶手电梯标志                               |      | 开创大道 | 香山路、金峰园路、地铁金峰站（保利林语山庄）公交车站（东行） |
| B                                         | 扶手电梯标志                                          |      | 开创大道 | 科翔路、开创大道（科翔路口）公交车站（东行）、科翔路公交车站 |
| C                                         | 扶手电梯标志                                          |      | 开创大道 | 开创大道（科翔路口）公交车站（西行）                         |
| D                                         | 盲道标志 · 升降机标志 · 无障碍通道标志 · 扶手电梯标志 |      | 开创大道 | 地铁金峰站（保利林语山庄）公交车站（西行）                   |
| 註： 設有 \| 設有 \| 設有 \| 設有扶手電梯 |                                                       |      |          |                                                              |

## 接駁交通
| 普通巴士线路（地铁金峰（保利林语山庄）、科翔路站） \| 编号 \| 编号 \| 线路 \| 线路 \| 线路 \| 收费 \| 备注 \| \| ---- \| ----------------- \| ------------------------ \| --------------------- \| --------------------- \| --------------------- \| ---------------------------------- \| \| \| 324 \| 黄埔体育中心 \| ⇆ \| 联和（惠联路） \| 3元 \| \| \| \| 325 \| 广汕路（科景路口） \| ⇆ \| 奥林匹克体育中心 \| 2元 \| \| \| \| 333 \| 大观路北（大观湿地公园） \| ⇆ \| 科学城南部公交场 \| 2元 \| 30分/班 \| \| \| 336 \| 大观路北（大观湿地公园） \| ⇆ \| 中海誉城 \| 2元 \| 不大于20–30分/班；使用双层巴士运营 \| \| \| 349 \| 保利爱特城 \| ⇆ \| 开创大道（万科城） \| 3元 \| \| \| \| 392 \| 黄登村 \| ⇆ \| 萝岗香雪（梅花世界） \| 2元 \| 30分/班 \| \| \| 396 \| 永和贤江 \| ⇆ \| 科学城彩頻路 \| 2元 \| 不大于20–30分/班 \| \| \| 573快线 \| 穗港码头 \| ⇆ \| 开创大道（万科城） \| 3元 \| \| \| \| 574 \| 已于2023年9月23日停办 \| 已于2023年9月23日停办 \| 已于2023年9月23日停办 \| 已于2023年9月23日停办 \| 已于2023年9月23日停办 \| \| \| 945 \| 开创大道（万科城） \| ⇆ \| 地铁大沙地站 \| 2元 \| \| \| \| 946 \| 广汕路（科景路口） \| ⇆ \| 南岗 \| 2元 \| \| \| \| 科学城2号交通专线 \| 已于2024年2月4日停办 \| 已于2024年2月4日停办 \| 已于2024年2月4日停办 \| 已于2024年2月4日停办 \| 已于2024年2月4日停办 \| \| \| 夜81 \| 车陂 \| ⇆ \| 广汕路（科景路口） \| 3元 \| 945路附属线路 \| |                   |                          |                       |                       |                       |                                    |
| 编号 | 编号              | 线路                     | 线路                  | 线路                  | 收费                  | 备注                               |
| | 324               | 黄埔体育中心             | ⇆                     | 联和（惠联路）        | 3元                   |                                    |
| | 325               | 广汕路（科景路口）       | ⇆                     | 奥林匹克体育中心      | 2元                   |                                    |
| | 333               | 大观路北（大观湿地公园） | ⇆                     | 科学城南部公交场      | 2元                   | 30分/班                            |
| | 336               | 大观路北（大观湿地公园） | ⇆                     | 中海誉城              | 2元                   | 不大于20–30分/班；使用双层巴士运营 |
| | 349               | 保利爱特城               | ⇆                     | 开创大道（万科城）    | 3元                   |                                    |
| | 392               | 黄登村                   | ⇆                     | 萝岗香雪（梅花世界）  | 2元                   | 30分/班                            |
| | 396               | 永和贤江                 | ⇆                     | 科学城彩頻路          | 2元                   | 不大于20–30分/班                   |
| | 573快线           | 穗港码头                 | ⇆                     | 开创大道（万科城）    | 3元                   |                                    |
| | 574               | 已于2023年9月23日停办    | 已于2023年9月23日停办 | 已于2023年9月23日停办 | 已于2023年9月23日停办 | 已于2023年9月23日停办              |
| | 945               | 开创大道（万科城）       | ⇆                     | 地铁大沙地站          | 2元                   |                                    |
| | 946               | 广汕路（科景路口）       | ⇆                     | 南岗                  | 2元                   |                                    |
| | 科学城2号交通专线 | 已于2024年2月4日停办     | 已于2024年2月4日停办  | 已于2024年2月4日停办  | 已于2024年2月4日停办  | 已于2024年2月4日停办               |
| | 夜81              | 车陂                     | ⇆                     | 广汕路（科景路口）    | 3元                   | 945路附属线路                      |

## 使用情况
由于本站被诸多小区包围，以及南侧有尖峰岭公园，故本站在多数时候都是属于客流比较饱和的情况。

## 历史
2006年，蘿崗區選擇直接通往廣州市區的6號線來連接蘿崗中心區，規劃6號線二期從高塘石站大幅延伸進入蘿崗區內。後來本站成為6號線二期的其中一個車站，設於現時位置，並命名為香山路站。2011年9月，廣州市民政局公示6號線蘿崗段初定站名，本站更名為金峰站。2011年6月17日，6號線二期工程正式開工建造。
2016年12月28日，本站随6号线二期开通而启用。